# سیران اسلیکر
سیران اسلیکر (انگلیسی: Cieran Slicker؛ زادهٔ ۱۵ سپتامبر ۲۰۰۲) بازیکن فوتبال اهل بریتانیا است.
از باشگاه‌هایی که در آن بازی کرده است می‌توان به اشاره کرد.